# Budzyń
Budzyń é um município da Polônia, na voivodia da Grande Polônia, no condado de Chodzież e na comuna urbano-rural de Budzyń. Estende-se por uma área de 40,59 km², com 4 475 habitantes, segundo os censos de 2021, com uma densidade de 107 hab/km². É a sede da comuna de Budzyń.
Foi concedido os direitos de cidade antes de 1458. No final do século XVI, como uma cidade real pertencente ao condado de Rogozin, estava localizada no condado de Poznań, na voivodia de Poznań. Em 13 de junho de 1934, ela perdeu seus direitos de cidade. Budzyń recuperou seu estatuto de cidade em 1 de janeiro de 2021.
Foi de 1934 a 1954 a sede da comuna coletiva de Budzyń, de 1954 a 1972 da Gromada de Budzyń e, a partir de 1973, novamente da comuna de Budzyń. Nos anos de 1975 a 1998, a cidade pertencia administrativamente à voivodia de Piła.

## Toponímia
O nome é conhecido desde o século XV (Budzyn 1435, Budzin 1580) vem da palavra budzyń. No vocabulário do dialeto, esta palavra foi preservada para significar: "A parte menor da aldeia, ou a parte menos construída da aldeia, às vezes leva o nome desdenhoso de budzynia". A escrita alemã do nome - "Budsin"

## História

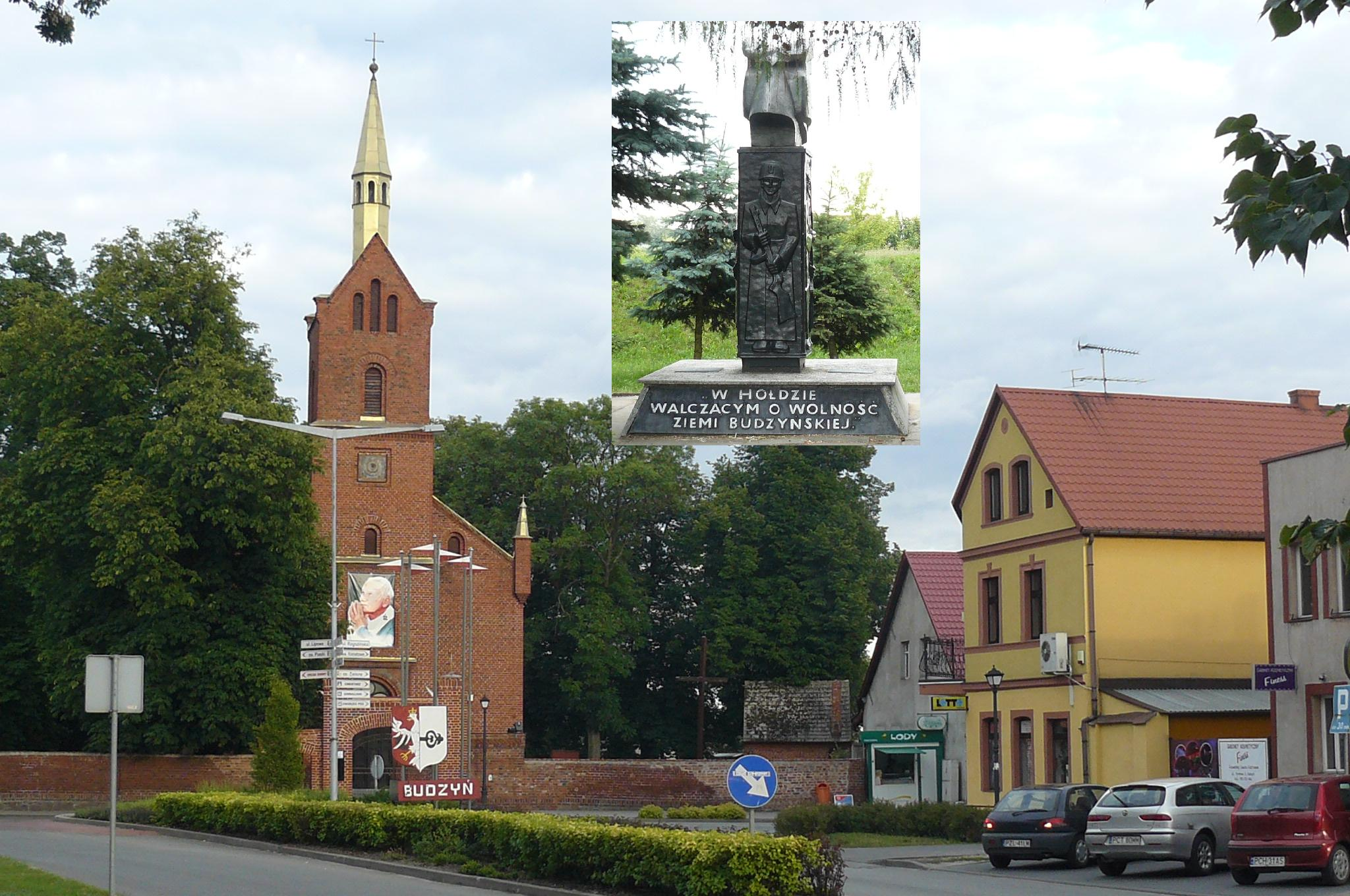
Parte do centro e do monumento "Em homenagem às pessoas que lutam pela liberdade da Terra de Budzyń"

A primeira menção anotada de Budzyń vem de 1435. Budzyń recebeu os direitos de cidade antes de 1458, durante o reinado de Casimiro IV Jagelão. A cidade era propriedade do rei. Os direitos locais foram renovados por Ladislau IV Vasa em 1641, ao mesmo tempo que confirmava a imagem da águia branca e a chave como brasão de Budzyń. Budzyń era uma cidade real, e mais tarde foi a sede da estarosta não burguesa de Budzyń.
Em 1774, foi anexada ilegalmente pelo Reino da Prússia, que estava além das partições oficiais. Apesar dos intensos processos de germanização, os poloneses constituíram a maioria em Budzyń - conforme evidenciado pelos censos de 1816, 1831 e 1871.
Em 5 de janeiro de 1919, os insurgentes da vizinha Rogoźno Wielkopolski removeram a administração prussiana de Budzyń. Budzyń se tornou uma cidade estrategicamente importante para o levante. Em 7 de fevereiro, o ataque alemão a Rogoźno foi frustrado, no qual os habitantes de Budzyń tiveram uma participação significativa. Em 26 de abril de 1919, eles receberam uma chave simbólica da prefeitura. No entanto, 15 anos depois, os moradores abriram mão de seus direitos municipais por motivos fiscais. Desde então, até que os privilégios da cidade foram concedidos novamente, Budzyń foi uma das maiores e mais bem-sucedidas aldeias economicamente do país.
Em 1939, como parte da eliminação física da intelectualidade polonesa, os alemães executaram em Stanisław Łakota, o padre da paróquia de Budzyń e Władysław Kaja, o diretor da escola em Budzyń, nas colinas de Morzewskie.
Em 2021, Budzyń recuperou o estatuto de cidade.

## Economia
Budzyń é uma comuna agrícola. Da área total do município de 20 761 hectares, 12 242 são terras aráveis, que constituem 58,9%. A criação de porcos domina aqui, além de gado, ovelhas, cabras, aves de corte e galinhas poedeiras. A agricultura orgânica prevalece.

## Educação
Existe uma escola primária em Budzyń,"Insurgentes da Grande Polônia".

## Cultura
Desde junho de 2010, o "Verão Artístico" é realizado anualmente em Budzyń - um evento iniciado pela biblioteca pública local. Possui um caráter cultural e educativo, promove a criatividade artística (escultura, pintura, música, teatro, literatura, fotografia). Lech Konopiński, Jerzy Utkin (um poeta de Piła) e Jolanta Nowak-Węklarowa (um poeta de Wągrowiec) participaram da edição inaugural.

## Esportes
Em 1988, um estádio esportivo foi inaugurado. É usado por BKS "Kłos" e SKS.
Em 1 de junho de 2009, um campo poliesportivo multifuncional foi inaugurado ao lado da Escola Primária.

## Turismo
- Moinho de Vento "Partlak"
- Pedra do Presidente
- Igreja de Santa Bárbara de 1849.
- Igreja pós-evangélica de São Andrzej Bobola de 1881.
- Colina "Okręglik" com uma estátua da Bem-aventurada Virgem Maria.
- Pedra comemorativa da captura do tanque blindado.